# Terry Farrell (architekt)

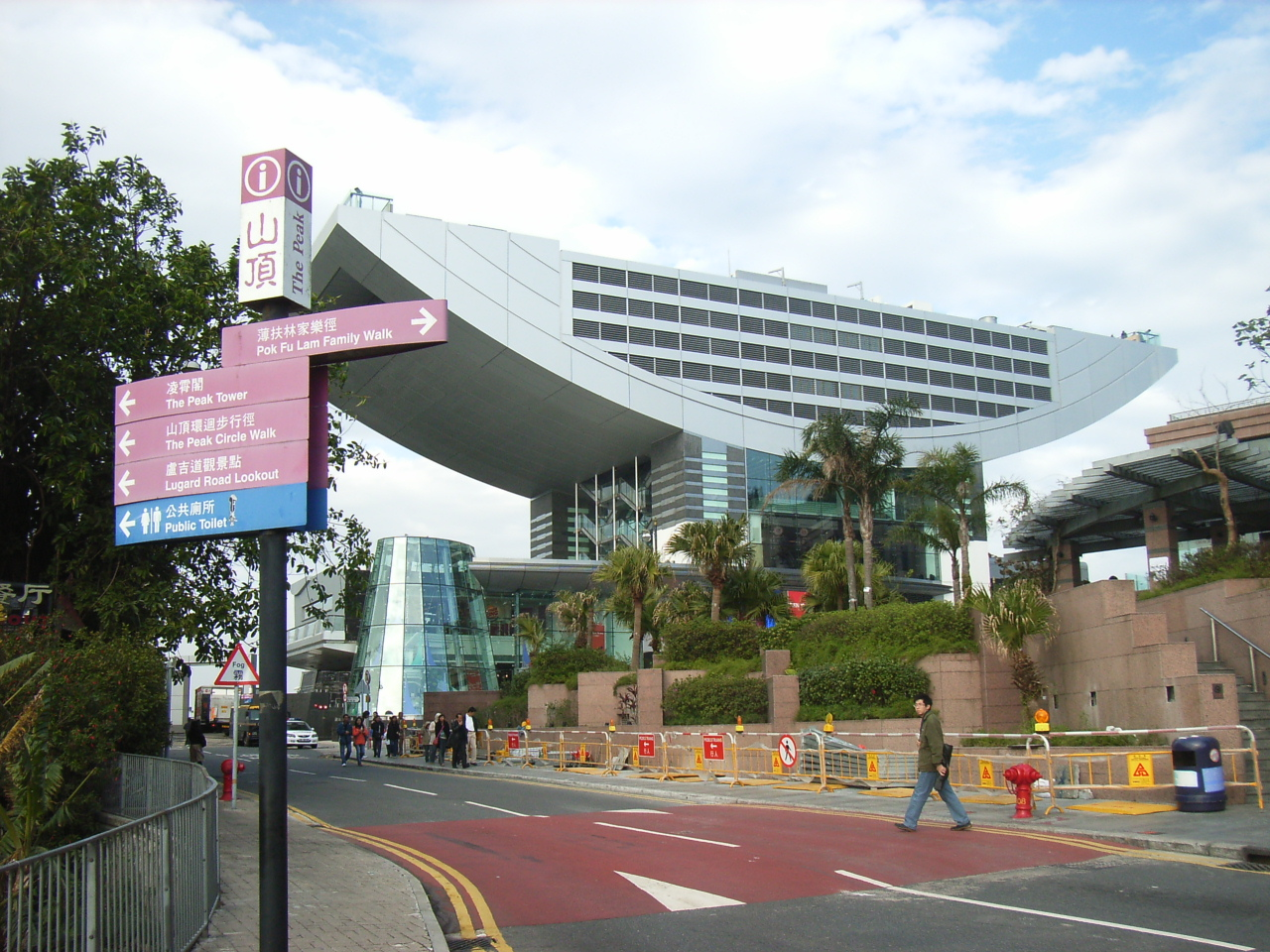
The Peak Tower w Hongkongu (1995)

Terry Farrell, (ur. 12 maja 1938 w Sale) – brytyjski architekt tworzący w postmodernistycznym stylu dla zbiorowych klientów, szukających alternatywy pomiędzy rygorami High Tech a modernistycznymi biurowcami.
Jego projekt Embankment Place (1991), teatralnie osadzony na szczycie dworca Charing Cross w Londynie, był porównywany do olbrzymiej szafy grającej.
Odznaczony Komandorią Orderem Imperium Brytyjskiego (CBE).

## Wybrane budynki
- wieże wentylacyjne tunelu Blackwall, Londyn – (1962)
- Clifton Nurseries, Covent Garden, Londyn – (1981)
- budynek TV-am, Camden Town, Londyn – (1981–1982)
- budynek MI6, Vauxhall Cross, Londyn
- Embankment Place at Charing Cross Station w Londynie – (1991)
- Edinburgh International Conference Centre, Szkocja
- The Peak Tower, Hongkong – (1995)
- British Consulate & British Council building, Hongkong – (1997)
- International Centre for Life, Newcastle upon Tyne – (1999)
- The Deep aquarium or 'submarium', Kingston upon Hull – (2001)
- port lotniczy Seul-Incheon, Seul – (2002)
- budynek KK100, Shenzhen – (2007–2011)